# Прша
Прша (слч. Prša) насељено је мјесто са административним статусом сеоске општине (слч. obec) у округу Лучењец, у Банскобистричком крају, Словачка Република.

## Становништво
| Година:    | 1994. | 2004.   | 2014.   | 2024.    |
| ---------- | ----- | ------- | ------- | -------- |
| Број људи: | 207   | 188     | 204     | 182      |
| Разлика:   |       | -9,17 % | +8,51 % | -10,78 % |

| Година:    | 2023. | 2024.   |
| ---------- | ----- | ------- |
| Број људи: | 188   | 182     |
| Разлика:   |       | -3,19 % |

Према подацима о броју становника из 2011. године насеље је имало 196 становника.